# Љубомир Т. Михаиловић (наредник)
Љубомир Т. Михаиловић  (Пуковац, 19. децембар 1888 - Прокупље, 20. мај 1959) био је српски наредник и порески чиновник. Носилац је Карађорђеве звезде са мачевима.

## Биографија
Рођен је 19. децембра 1888. године у Пуковцу, срез добрички. Учесник је у свим ратовима од 1912—1918. године. Борио се у 2.прекобројном пуку Комбиноване дивизије а на Солунском фронту у 22.пуку Југословенске дивизије. Храбар и отресит ратник је после балканских ратова унапређен у наредника и одликован медаљом за храброст. Више пута је рањаван. Најтеже је био рањен у борбама на Солунском фронту 1916. године, када је скоро годину дана лечен у енглеској болници. За показану храброст на Солунском фронту, одликован је Сребрним војничким орденом КЗ са мачевима.
После ратова радио је као порески чиновник у Прокупљу, где је и пензионисан као шеф пореске управе. Умро је у Прокупљу 20.5.1959. године.